# Suelle Oliveira
Suelle do Prado Oliveira est une joueuse brésilienne de volley-ball née le 29 avril 1987 à Curitiba. Elle mesure 1,87 m et joue au poste de réceptionneuse-attaquante. Elle totalise 34 sélections en équipe du Brésil.

## Clubs
| Club                       | De        | À         |
| -------------------------- | --------- | --------- |
| Rio de Janeiro Volêi Clube | 1997-1998 | 1999-2000 |
| Paraná Clube               | 2000-2001 | 2002-2003 |
| Rio de Janeiro Volêi Clube | 2003-2004 | 2003-2004 |
| São Caetano                | 2004-2005 | 2006-2007 |
| Grêmio de Vôlei Osasco     | 2007-2008 | 2008-2009 |
| AD Brusque                 | 2009-2010 | 2009-2010 |
| Rio de Janeiro Volêi Clube | 2010-2011 | 2010-2011 |
| Praia Clube                | 2011-2012 | 2011-2012 |
| Sesi-SP                    | 2012-2013 | 2014-2015 |
| Osasco Voleibol Clube      | 2015-2016 | 2015-2016 |
| Esporte Clube Pinheiros    | 2016-2017 | 2016-2017 |
| GR Barueri                 | jan 2017  | 2017-2018 |
| Victorina Himeji           | 2018-2019 | 2018-2019 |
| Vôlei Bauru                | 2020-2021 | …         |

## Palmarès

### Équipe nationale
- Coupe panaméricaine
  - Vainqueur : 2011.
  - Finaliste : 2008.
- Championnat du monde des moins de 20 ans
  - Vainqueur : 2005.
- Championnat d'Amérique du Sud  des moins de 20 ans
  - Vainqueur : 2004.

### Clubs
- Championnat du Brésil
  - Vainqueur : 2011.
  - Finaliste : 2008, 2009, 2014.
- Coupe du Brésil
  - Vainqueur : 2008.
  - Finaliste : 2007, 2014, 2015.
- Championnat sud-américain des clubs
  - Vainqueur : 2014.

### Distinctions individuelles
- Championnat du monde des clubs de volley-ball féminin 2014 : Meilleure réceptionneuse-attaquante[2].